# Guttet
Guttet är en ort i kommunen Guttet-Feschel i kantonen Valais, Schweiz. Orten var före den 1 oktober 2000 en egen kommun, men slogs då samman med kommunen Feschel till den nya kommunen Guttet-Feschel.